# Francesca Imprezzabile
Francesca Imprezzabile (Plasencia, Italia, 17 de enero de 2001) es una futbolista italiana. Juega como centrocampista y actualmente milita en el Women Hellas Verona de la Serie A de Italia.

## Trayectoria
Se formó en las divisiones inferiores del Brescia; debutó en el primer equipo en la temporada 2014-15 de la Serie A, ganando la Copa Italia. En el verano de 2015 fichó por la Reggiana de la Serie B, donde permaneció por dos temporadas. En 2017 fue contratada por el Sassuolo, volviendo así a militar en la máxima división italiana. En 2019 firmó con la Florentia San Gimignano; con el club toscano marcó su primer gol contra el Pink Bari. En julio de 2021 fue transferida al Napoli Femminile.

## Selección nacional
Ha sido internacional con las selecciones sub-17 y sub-19 de Italia.

## Clubes
| Club                    | País   | Año         |
| ----------------------- | ------ | ----------- |
| A. C. F. Brescia        | Italia | 2014 - 2015 |
| Reggiana C. F.          | Italia | 2015 - 2017 |
| U. S. Sassuolo          | Italia | 2017 - 2019 |
| Florentia San Gimignano | Italia | 2019 - 2021 |
| Napoli Femminile        | Italia | 2021 - 2022 |
| Women Hellas Verona     | Italia | 2022 - Act. |

## Palmarés

### Campeonatos nacionales
| Título      | Club             | País   | Año         |
| ----------- | ---------------- | ------ | ----------- |
| Copa Italia | A. C. F. Brescia | Italia | 2014 - 2015 |
| Serie B     | U. S. Sassuolo   | Italia | 2016 - 2017 |